# Gluha loza
Gluha loza este o arie protejată (arie de protecție specială avifaunistică — SPA) din Slovenia întinsă pe o suprafață de 1.442,2 ha, integral pe uscat.

## Localizare
Centrul sitului Gluha loza este situat la coordonatele 45°47′07″N 15°20′37″E / 45.7852°N 15.3435°E.

## Înființare
Situl Gluha loza a fost declarat arie de protecție specială avifaunistică în aprilie 2013 pentru a proteja 2 specii de animale.

## Biodiversitate
Situată în ecoregiunea continentală, aria protejată nu include niciun habitat protejat.
La baza desemnării sitului se află mai multe specii protejate de  păsări (2): minunița (Aegolius funereus), ciocănitoare cu spate alb (Dendrocopos leucotos).